# Тартумаа
Тартумаа (ест. Tartu maakond або ест. Tartumaa) — один з 15 повітів Естонії. Адміністративний центр — місто Тарту (населення 100 000).
Площа 2 993 км², населення 148 847 (2006). Складається з 8 місцевих самоврядувань (1 міста, 7 волостей).
Через Тартуський повіт протікає річка Емайигі, яка сполучає Чудське озеро і озеро Виртс'ярв і ділить повіт на дві частини. Для природи Тартумаа характерні болотисті низини і горбисті рівнини, що перетинаються долинами. Заповідники (заболочені землі і первинні ліси) займають більше десятої частині території повіту.
Типова продукція Тартуського повіту — продовольчі продукти, меблі, одяг, вироби з пластмаси і будівельні матеріали. Засноване на інтенсивних знаннях виробництво має деякий потенціал розвитку завдяки університетам в місті Тарту.

## Населення
Для повіту, як і в цілому для Естонії, характерний природний спад населення. На 01.01.2006 в ньому проживали 148.112 чоловік. У повіті переважає естонське населення. Естонці у повіті в цілому становлять 82,7 % населення (зокрема в м. Тарту 79,0 %), росіяни 13,8 %, українці 1,0 %, фіни 1,0 %, та інші 4,2 % (білоруси, німці, татари, вірмени і ін.). Це третій за населенням регіон Естонії після Іда-Вірумаа і столичного повіту.

## Адміністративно-територіальний поділ
До складу повіту входять 8 муніципалітетів: 1 міський та 7 сільських
Міські муніципалітети:
 Тарту (ест. Tartu)
Волості:
Елва
Камб'я
Кастре
Луунья
Нио
Пейпсіяере
Тарту
До реформи 2017 року до складу повіту входило 22 муніципалітетів: 3 міські і 19 волостей.

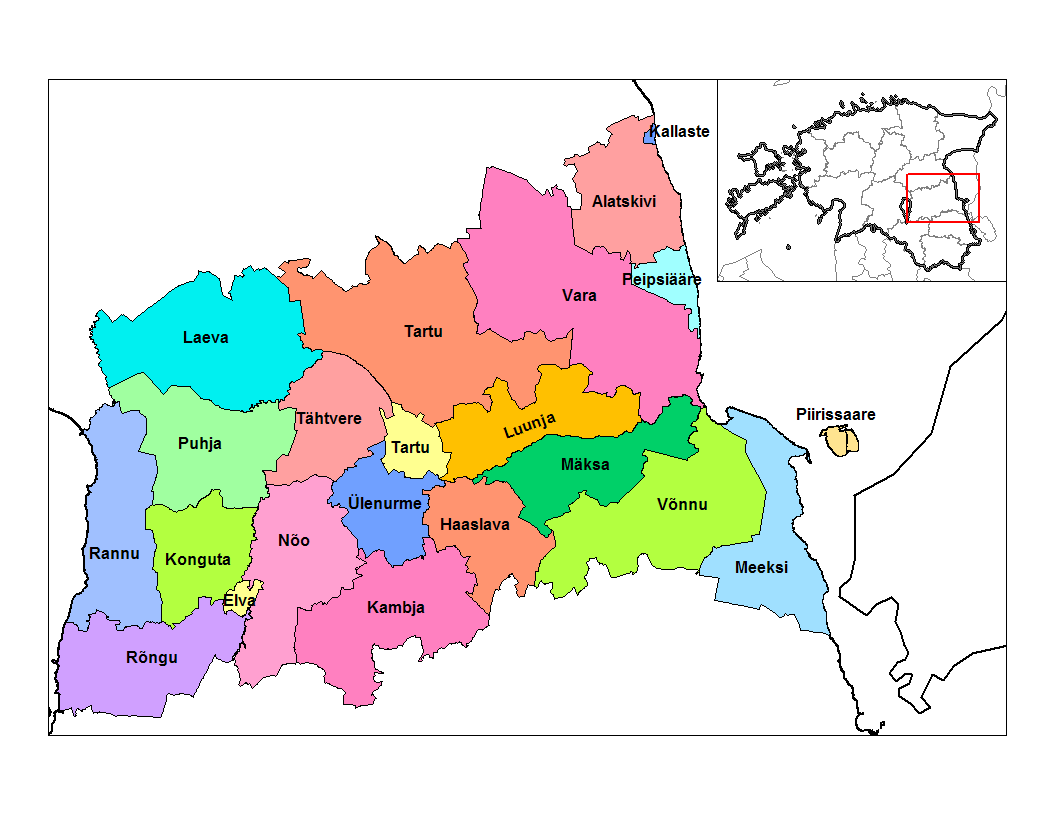
Муніципалітети повіту Тартумаа

Міські муніципалітети:
 Елва (ест. Elva)
 Калласте (ест. Kallaste)
 Тарту (ест. Tartu)
Волості:
 Алатсківі (ест. Alatskivi vald)
 Вара (ест. Vara vald)
 Винну (ест. Võnnu vald)
 Камб'я (ест. Kambja vald)
 Конгута (ест. Konguta vald)
 Лаєва (ест. Laeva vald)
 Луунья (ест. Luunja vald)
 Меєксі (ест. Meeksi vald)
 Мякса (ест. Mäksa vald)
 Нио (ест. Nõo vald)
 Пейпсіяяре (ест. Peipsiääre vald)
 Пійріссааре (ест. Piirissaare vald)
 Пухья (ест. Puhja vald)
 Ранну (ест. Rannu vald)
 Рингу (ест. Rõngu vald)
 Тарту (ест. Tartu vald)
 Тяхтвере (ест. Tähtvere vald)
 Хааслава (ест. Haaslava vald)
 Юуленурме (ест. Ülenurme vald)

## Найбільші міста
Міста з населенням понад 2,5 тисяч осіб:
| Назва міста | Населення, осіб (2009) |
| ----------- | ---------------------- |
| Тарту       | 102817                 |
| Елва        | 5757                   |